# Parigi-Bruxelles 1920
La Parigi-Bruxelles 1920, dodicesima edizione della corsa, si svolse il 13 giugno 1920 su un percorso di 420 km, con partenza da Parigi e arrivo a Bruxelles. Fu vinta dal francese Henri Pelissier davanti ai belgi Louis Mottiat e Rene Vermandel.

## Ordine d'arrivo (Top 10)
| Pos. | Corridore         | Squadra | Tempo     |
| ---- | ----------------- | ------- | --------- |
| 1    | Henri Pelissier   |         | 16h15'00" |
| 2    | Louis Mottiat     |         | s.t.      |
| 3    | Rene Vermandel    |         | a 4'35"   |
| 4    | Philippe Thys     |         | a 6'00"   |
| 5    | Joseph Van Daele  |         | a 7'45"   |
| 6    | Marcel Godard     |         | s.t.      |
| 7    | Jules Masselis    |         | s.t.      |
| 8    | Firmin Lambot     |         | a 8'00"   |
| 9    | Eugène Christophe |         | a 14'00"  |
| 10   | Louis Heusghem    |         | a 21'00"  |